# Departamento de Transporte de Pensilvania
El Departamento de Transporte de Pensilvania (en inglés: Pennsylvania Department of Transportation, PennDOT) es la agencia estatal gubernamental encargada en la construcción y mantenimiento de toda la infraestructura ferroviaria, carreteras estatales; así como sus autopistas federales, locales e interestatales, y transporte aéreo del estado de Pensilvania. La sede de la agencia se encuentra ubicada en Harrisburg, Pensilvania y su actual director es Barry Schoch.